# Cupa typica
Cupa typica är en spindelart som beskrevs av Friedrich Wilhelm Bösenberg och Embrik Strand 1906. Cupa typica ingår i släktet Cupa och familjen krabbspindlar. Inga underarter finns listade i Catalogue of Life.